# 1978-as Le Mans-i 24 órás verseny
A 46. Le Mans-i 24 órás versenyt 1978. június 10. és június 11. között rendezték meg.

## Végeredmény
|    | Kategória | #  | Csapat                                                   | Versenyzők                                                    | Modell                  | Motor                              | Körök |
| -- | --------- | -- | -------------------------------------------------------- | ------------------------------------------------------------- | ----------------------- | ---------------------------------- | ----- |
| 1  | S +2.0    | 2  | Renault Sport                                            | Didier Pironi Jean-Pierre Jaussaud                            | Renault Alpine A442B    | Renault 2.0L Turbo V6              | 369   |
| 2  | S +2.0    | 6  | Martini Racing Porsche System                            | Bob Wollek Jürgen Barth Jacky Ickx                            | Porsche 936/78          | Porsche Type-935 2.1L Turbo Flat-6 | 364   |
| 3  | S +2.0    | 7  | Martini Racing Porsche System                            | Hurley Haywood Peter Gregg Reinhold Joest                     | Porsche 936/77          | Porsche Type-935 2.1L Turbo Flat-6 | 362   |
| 4  | S +2.0    | 4  | Equipe Renault Elf Sport Calberson                       | Guy Fréquelin Jean Ragnotti José Dolhem Jean-Pierre Jabouille | Renault Alpine A442A    | Renault 2.0L Turbo V6              | 358   |
| 5  | IMSA +2.5 | 90 | Dick Barbour Racing                                      | Brian Redman Dick Barbour John Paul Sr.                       | Porsche 935/77          | Porsche Type-935 3.0L Turbo Flat-6 | 337   |
| 6  | Gr.5 +2.0 | 44 | Porsche Kremer Racing                                    | Jim Busby Chris Cord Rick Knoop                               | Porsche 935/77          | Porsche Type-935 3.0L Turbo Flat-6 | 336   |
| 7  | Gr.5 +2.0 | 41 | Mondelo ASA Cachia - Team Pace                           | Alfredo Guarana Paulo Gomes Mário Amaral                      | Porsche 935/77          | Porsche Type-935 3.0L Turbo Flat-6 | 329   |
| 8  | Gr.5 +2.0 | 43 | Martini Racing Porsche System                            | Manfred Schurti Rolf Stommelen                                | Porsche 935/78          | Porsche 3.2L Turbo Flat-6          | 326   |
| 9  | GTP 3.0   | 72 | Jean Rondeau                                             | Jean Rondeau Bernard Darniche Jacky Haran                     | Rondeau M378            | Ford Cosworth DFV 3.0L V8          | 294   |
| 10 | S +2.0    | 10 | Grand Touring Cars Inc.                                  | Vern Schuppan Jacques Laffite Sam Posey                       | Mirage M9               | Renault 2.0L Turbo V6              | 293   |
| 11 | S 2.0     | 31 | ROC La Pierre du Nord                                    | Michel Pignard Lucien Roussiaud Laurent Ferrier               | Chevron B36             | ROC-Chrysler 2.0L I4               | 284   |
| 12 | GT 3.0    | 66 | BP Racing / Anny-Charlotte Verney                        | Anny-Charlotte Verney Xavier Lapeyre François Servanin        | Porsche 911 Carrera RSR | Porsche 3.0L Flat-6                | 279   |
| 13 | GTP 3.0   | 71 | André Chevalley Racing                                   | André Chevalley François Trisconi                             | Inaltera LM             | Ford Cosworth DFV 3.0L V8          | 279   |
| 14 | IMSA +2.5 | 97 | Charles Ivey Racing                                      | Larry Perkins Gordon Spice John Rulon-Miller                  | Porsche 911 Carrera RSR | Porsche 3.0L Flat-6                | 278   |
| 15 | S +2.0    | 8  | Alain de Cadenet                                         | Alain de Cadenet Chris Craft                                  | De Cadenet-Lola LM      | Ford Cosworth DFV 3.0L V8          | 273   |
| 16 | IMSA +2.5 | 86 | Ecurie Grand Competition Cars North American Racing Team | François Migault Lucien Guitteny                              | Ferrari 365 GT4/BB      | Ferrari 4.9L Flat-12               | 262   |
| 17 | GT +3.0   | 62 | "Ségolen"                                                | Christian Bussi Jean-Claude Briavoine "Ségolen"               | Porsche 934             | Porsche 3.0L Flat-6                | 259   |

### Nem értékelhető
|    | Kategória | #  | Csapat                | Versenyzők                                                 | Modell                  | Motor                              | Körök |
| -- | --------- | -- | --------------------- | ---------------------------------------------------------- | ----------------------- | ---------------------------------- | ----- |
| 18 | S 2.0     | 23 | Francy Sauber PP AG   | Marc Surer Eugen Strähl Harry Blumer                       | Sauber C5               | BMW 2.0L I4                        | 257   |
| 19 | S 2.0     | 20 | C.H. Graeminger       | Sandro Plastina Mario Luini Jean-Daniel Grandjean          | Cheetah G601            | Ford Cosworth BDG 2.0L I4          | 250   |
| 20 | GT3.0     | 64 | Georges Bourdillat    | Georges Bourdillat Alain-Michel Bernhard Jean-Luc Favresse | Porsche 911 Carrera RSR | Porsche 3.0L Flat-6                | 241   |
| 21 | S 2.0     | 25 | Team Pronuptia        | Bruno Sotty Gérard Cuynet Jean-Claude Dufrey               | Lola T294/6             | Ford Cosworth FVC 1.9L I4          | 238   |
| 22 | S 2.0     | 24 | Team Pronuptia        | Michel Elkoubi Pierre Yver Philippe Streiff                | Lola T296               | Ford Cosworth FVC 1.9L I4          | 232   |
| 23 | S 2.0     | 28 | Dominique Lacaud      | Michel Lateste Jean-François Auboiron Dominique Lacaud     | Lola T297               | BMW 2.0L I4                        | 217   |
| 24 | Gr.5 +2.0 | 25 | Porsche Kremer Racing | Louis Krages Dieter Schornstein Philippe Gurdjian          | Porsche 935/77          | Porsche Type-935 3.0L Turbo Flat-6 | 182   |

### Nem ért célba
|    | Kategória | #  | Csapat                                     | Versenyzők                                                            | Modell               | Motor                              | Körök |
| -- | --------- | -- | ------------------------------------------ | --------------------------------------------------------------------- | -------------------- | ---------------------------------- | ----- |
| 25 | IMSA +2.5 | 88 | Pozzi-Thompson JMS Racing                  | Jean-Claude Andruet Spartaco Dini                                     | Ferrari 512BB        | Ferrari 4.9L Flat-12               | 251   |
| 26 | S +2.0    | 19 | IBEC Racing Developments, Ltd.             | Guy Edwards Ian Grob                                                  | Ibec-Hesketh 308LM   | Ford Cosworth DFV 3.0L V8          | 195   |
| 27 | S +2.0    | 5  | Martini Racing Porsche System              | Jacky Ickx Henri Pescarolo Jochen Mass                                | Porsche 936/78       | Porsche Type-935 2.1L Turbo Flat-6 | 255   |
| 28 | S +2.0    | 1  | Renault Sport                              | Jean-Pierre Jabouille Patrick Depailler                               | Renault Alpine A443  | Renault 2.0L Turbo V6              | 279   |
| 29 | IMSA +2.5 | 87 | Luigi Chinetti Sr.                         | Jacques Guérin Jean-Pierre Delauney Gregg Young                       | Ferrari 512BB        | Ferrari 4.9L Flat-12               | 232   |
| 30 | GTP 3.0   | 76 | WM A.E.R.E.M. / Team Esso Aseptogyl        | Christine Dacremont Marianne Hoepfner                                 | WM P76               | Peugeot PRV 2.7L V6                | ?     |
| 31 | S 2.0     | 30 | ROC La Pierre du Nord                      | Jacques Henry Albert Dufrene Max Cohen-Olivar                         | Chevron B36          | ROC-Chrysler 2.0L I4               | 195   |
| 32 | IMSA +2.5 | 89 | Pozzi-Thompson JMS Racing                  | Claude Ballot-Léna Jean-Louis Lafosse                                 | Ferrari 512BB        | Ferrari 4.9L Flat-12               | ?     |
| 33 | GTP +3.0  | 78 | WM A.E.R.E.M. / Team Esso Aseptogyl        | Christian Debias Xavier Mathiot Marc Sourd                            | WM P78               | Peugeot PRV 2.7L Turbo V6          | 186   |
| 34 | GT +3.0   | 68 | Hervé Poulain                              | Edgar Dören Gerhard Holup Hervé Poulain Roman Feitler                 | Porsche 934          | Porsche 3.0L Turbo Flat-6          | 167   |
| 35 | S 2.0     | 27 | Mogil Motors Ltd. with Kores Racing        | Tony Charnell Robin Smith Fréderic Alliot Richard Jones               | Chevron B31          | Ford Cosworth BDG 2.0L I4          | 180   |
| 36 | IMSA +2.5 | 91 | Dick Barbour Racing                        | Bob Garretson Steve Earle Robert Akin                                 | Porsche 935/77       | Porsche Type-935 3.0L Turbo Flat-6 | 159   |
| 37 | S 2.0     | 29 | ROC Modylook                               | Michel Dubois Daniel Gache Julien Sanchez                             | Chevron B36          | ROC-Chrysler 2.0L I4               | ?     |
| 38 | Gr.5 +2.0 | 48 | Haberthur / Mecarillos Racing Team         | Herbert Müller Claude Haldi "Nico"                                    | Porsche 935/76       | Porsche Type-935 3.0L Turbo Flat-6 | 140   |
| 39 | S +2.0    | 12 | Simon Phillips Racing BATCO France         | Nick Faure John Beasley Simon Phillips Martin Raymond                 | De Cadenet-Lola T380 | Ford Cosworth DFV 3.0L V8          | 99    |
| 40 | S 2.0     | 32 | Dorset Racing Associates with Kelly Girl   | Ian Harrower Tony Birchenhough Miss Juliette Slaughter Brian Joscelyn | Lola T294            | Ford Cosworth FVC 2.0L I4          | ?     |
| 41 | S 2.0     | 26 | G.V.E.A.                                   | Georges Morand Eric Vaugnat Christian Blanc                           | Lola T296            | Ford Cosworth BDG 2.0L I4          | ?     |
| 42 | S 2.0     | 21 | Jean-Marie Lemerle                         | Jean-Marie Lemerle Alain Levié Pierre-François Rousselot              | Lola T294            | ROC-Chrysler 2.0L I4               | ?     |
| 43 | S +2.0    | 3  | Renault Sport                              | Derek Bell Jean-Pierre Jarier                                         | Renault Alpine A442A | Renault 2.0L Turbo V6              | 162   |
| 44 | GT 3.0    | 65 | Joël Laplacette                            | Antoine Salamin Gerard Vial Yves Courage Joël Laplacette              | Porsche 930          | Porsche 3.3L Turbo Flat-6          | ?     |
| 45 | S 2.0     | 34 | BMW Great Britain with Toleman Delivery    | Dieter Quester Tom Walkinshaw Rad Dougall                             | Osella PA6           | BMW 2.0L I4                        | 113   |
| 46 | Gr.5 +2.0 | 94 | Whittington Bros. Racing                   | Don Whittington Bill Whittington Franz Konrad                         | Porsche 935/77       | Porsche Type-935 3.0L Turbo Flat-6 | 41    |
| 47 | GT +3.0   | 69 | Ravenel Fréres                             | Willy Braillard Philippe Dagoreau Jean-Louis Ravenel Jean Ravenel     | Porsche 934          | Porsche 3.0L Turbo Flat-6          | ?     |
| 48 | S +2.0    | 11 | Grand Touring Cars Inc.                    | Sam Posey Michel Leclere                                              | Mirage M9            | Renault 2.0L Turbo V6              | 33    |
| 49 | GT +3.0   | 61 | Auto Daniel Urcun                          | Guy Chasseuil Jean-Claude Lefévre Marcel Mignot                       | Porsche 934          | Porsche 3.0L Turbo Flat-6          | ?     |
| 50 | GTP +3.0  | 77 | WM A.E.R.E.M. / Team Esso Aseptogyl        | Jean-Daniel Raulet Marcel Mamers                                      | WM P77               | Peugeot PRV 2.7L Turbo V6          | 44    |
| 51 | IMSA +2.5 | 85 | Ecurie Francorchamps                       | Teddy Pilette Jean Blaton Raymond Touroul                             | Ferrari 512BB        | Ferrari 4.9L Flat-12               | 39    |
| 52 | IMSA +2.5 | 84 | Brad Friselle Racing Wynn's Belgium        | Brad Friselle Robert Kirby John Hotchkis                              | Chevrolet Monza      | Chevrolet 5.7L V8                  | 30    |
| 53 | Gr.5 +2.0 | 46 | Porsche Kremer Racing                      | Martin Raymond "Steve" Mike Franey                                    | Porsche 935/77       | Porsche Type-935 3.0L Turbo Flat-6 | 34    |
| 54 | Gr.5 +2.0 | 47 | Weisberg Gelo Racing Team                  | John Fitzpatrick Toine Hezemans                                       | Porsche 935/77       | Porsche Type-935 3.0L Turbo Flat-6 | 19    |
| 55 | S 2.0     | 33 | Dorset Racing Associates Cloud Engineering | Bob Evans Martin Birrane Richard Down Richard Bond                    | Lola T294            | Ford Cosworth FVC 2.0L I4          | ?     |